# 老挝人口

## 数据
人口：6,477,211（2011年7月统计）
人口密度：27/km2
年龄结构
- 0-14岁： 36.7%（男性 1,197,579；女性 1,181,523）
- 15-64 岁： 65.1%（男性 1,908,176；女性 1,950,544）
- 65 岁及以上： 5.5%（男性 107,876；女性 131,513）

年龄中位数
- 男性： 20.7岁
- 女性： 21.3岁
- 总人口： 21岁

增长率： 1.684%
出生率：26.83/1,000人
死亡率： 8.13 /1,000人
净迁移率： -1.16/1,000人
性别比例
- 出生： 1.04 男性／女性
- 15 岁以下： 1.01 男性／女性
- 15-64 岁： 0.98 男性／女性
- 65 岁及以上： 0.75 男性／女性
- 总人口： 0.98 男性／女性

婴儿死亡率
- 男婴： 65.49/1,000
- 女婴： 53.18/1,000
- 总死亡率： 59.46/1,000

平均寿命：
- 男性： 60.5 岁
- 女性： 64.36 岁
- 总人口： 62.39 岁

生育率： 3.14个子女／妇女
HIV/ADIS成人感染率:0.2%
HIV/ADIS病人：8,500
HIV/ADIS死亡病例：>500

宗教信仰：上座部佛教67% 、基督教1.5%、其他或者未说明：31.5%
语言：老挝语（官方语言））
识字率：
- 15岁以上能读写
- 总人口： 73%
- 男性： 83%
- 女性： 63%